# Табу (фільм, 1931)
«Табу» (англ. Tabu) — американська пригодницька мелодрама режисера Фрідріха Вільгельма Мурнау 1931 року. 

## Сюжет
Фільм розповідає історію рибалки Матаі, закоханого в спокусливу Рері. Однак, Рері називають святою жінкою, згідно з традицією суспільства, і вона стає «Табу» для чоловіків. Але закохані тікають з острова на інший, де вже скасовані колишні пережитки...

## У ролях
- Матаі — хлопець
- Енн Шевальє — дівчина
- Білл Бембрідж — поліціянт
- Хіту — старий воїн
- Ах Фонг — бізнесмен
- Жуль — капітан

## Цікаві факти
- Назва фільму походить від поняття ТАПУ (з якого виникла концепція табу) є однією з форм святості в полінезійській культурі.
- У 1994 році фільм був відібраний у США для занесення до Національного реєстру фільмів при Бібліотеці Конгресу як «культурно, історично або естетично значущий».